# 14972 Оліено
14972 Оліено (14972 Olihainaut) — астероїд головного поясу, відкритий 30 серпня 1997 року.
Тіссеранів параметр щодо Юпітера — 3,468.